# Syngenes
Syngenes é um género de formiga-leão pertencente à família Myrmeleontidae.
As espécies deste género podem ser encontradas na África Austral.
Espécies:
- Syngenes alluaudi (van der Weele, 1909)
- Syngenes arabicus Kimmins, 1943
- Syngenes carfii Insome & Terzani, 2017
- Syngenes debilis (Gerstaecker, 1888)
- Syngenes dolichocercus Navás, 1914
- Syngenes horridus (Walker, 1853)
- Syngenes inquinatus (Gerstaecker, 1885)
- Syngenes longicornis (Rambur, 1842)
- Syngenes maritimus (Needham, 1913)
- Syngenes medialis Mansell, 2018
- Syngenes palpalis Banks, 1931
- Syngenes scholtzi Mansell, 2018